# End of Watch
End of Watch ist ein US-amerikanischer Film des Regisseurs David Ayer aus dem Jahr 2012. Der Film wurde am 8. September 2012 beim Toronto International Film Festival uraufgeführt und am 21. September 2012 von Open Road Films in den Vereinigten Staaten veröffentlicht. Er lief ab 20. Dezember 2012 im Verleih der Tobis Film in Deutschland an.

## Handlung
Der Film beginnt mit einer Verfolgungsjagd mit anschließendem Schusswechsel in South Central Los Angeles. Die beiden beteiligten Polizisten, die Officers Brian Taylor und Miguel Zavala, sind eng befreundete Partner beim Los Angeles Police Department. Taylor, ein ehemaliger U.S. Marine, filmt ihren Alltag zum Missfallen seiner Kollegen und Vorgesetzten für ein Studienprojekt.
Die Gegend ist Schauplatz heftiger Bandenfehden zwischen mexikanischen und afroamerikanischen Gangs, wobei die Polizisten zwischen die Fronten geraten.
Später bearbeiten die beiden Officers einen Fall von Ruhestörung. Dort angelangt treffen sie auf einen Afroamerikaner namens Tre. Er beschimpft den Mexikaner Zavala mit rassistischen Äußerungen, woraufhin sich beide auf einen Faustkampf einigen. Zavala gewinnt den Kampf und verhaftet Tre, gewinnt aber gleichzeitig dessen Respekt, da er diesen Kampf, wie verabredet, nicht in seinem Bericht erwähnt. In derselben Nacht werden Tre und seine Freunde von einer Gruppe Latinos, Mitgliedern einer Gang (Sureños), attackiert. Ein Freund von Tre wird dabei getötet. Am nächsten Tag werden die Polizisten zu einem ausgebrannten Fahrzeug gerufen. Es handelt sich um das Fahrzeug, das während des Drive-by-Shootings gefahren wurde. Beide werden von den in der Zwischenzeit eingetroffenen Detectives der Mordkommission vom Fundort weg befohlen. Danach kümmern sich die beiden um den Anruf einer besorgten Mutter, die ihre Kinder vermisst. Die Kinder finden sie jedoch im Haus der drogensüchtigen Mutter, mit Klebeband gefesselt und geknebelt. Einige Tage später folgen die beiden einem Verdacht und beobachten ein Haus, in dem die Mutter des Anführers einer Latino-Gang wohnt. Die beiden Officers verfolgen danach einen Pick-up, der das Haus der Mutter besucht hat, und halten ihn an. Während der Kontrolle zieht der Fahrer eine Pistole und schießt auf Zavala, verfehlt ihn aber. Die Polizisten können den Täter überwältigen und beschlagnahmen eine weitere Waffe und mehrere Geldbündel, welche sie im Wagen des Fahrers vorfinden.
Ein paar Tage später retten die beiden Officers drei Kinder aus einem brennenden Haus und begeben sich bei der Rettungsaktion in Lebensgefahr. Sie werden belobigt und ihnen wird eine Medaille (Medal of Valor) für ihren Mut verliehen. Taylor überzeugt Zavala, mehr über die Hintergründe des festgenommenen Pick-up-Fahrers herauszufinden. Sie fahren zu einem Haus, dessen Adresse Taylor aus dem Handy des Pick-up-Fahrers in Erfahrung bringen konnte. Im Haus verhaften sie einen Mexikaner, der eine provisorische Zelle bewacht. Offensichtlich liegt ein Fall von Menschenhandel vor. Plötzlich erscheinen schwer bewaffnete Agenten der Grenzkontrollbehörde United States Immigration and Customs Enforcement (ICE) und übernehmen die weiteren Ermittlungen. Ein Agent informiert Taylor und Zavala, dass das Haus mit dem mexikanischen Sinaloa-Kartell in Verbindung gebracht wird und empfiehlt ihnen dringend, sich bedeckt zu halten, da sie ansonsten mit Vergeltungsmaßnahmen rechnen müssten.
Zavalas Ehefrau Gabby bringt ihr erstes Kind zur Welt. In einer Nacht empfangen die beiden einen „Officer-braucht-Hilfe“-Funkspruch von Sook, Van Hausers Partnerin, die sich in ihrer Probezeit befindet. Sofort suchen sie den Tatort auf und finden Van Hauser zwar lebend, aber mit einem Messer in seinem rechten Auge vor. Er zeigt auf die nahe gelegene Gasse, in der Sook gerade brutal zusammengeschlagen wird. Taylor entscheidet sich, den Täter zu verhaften, anstatt ihn zu erschießen. Während die Opfer von der Ambulanz versorgt werden, teilt ihnen ihr Sergeant mit, dass sowohl Van Hauser wie auch Sook die Polizei verlassen werden.
Taylor heiratet seine Verlobte Janet. Auf der Hochzeit erzählt „Sarge“, vorgesetzter Sergeant von Taylor und Zavala, in betrunkenem Zustand von seinem getöteten Partner, der sich in eine herannahende Kugel geworfen habe, um ihn zu schützen. Danach erklärt Zavala Taylor, dass er sich um Janet kümmern werde, falls Taylor etwas zustoßen sollte. Am nächsten Tag arbeiten die beiden einen Routinefall ab: Eine Frau macht sich Sorgen um ihre ältere Mutter. Nachdem ihnen niemand die Tür öffnet, tritt Zavala die Tür ein. Sie finden im Haus Drogen, zerstückelte Leichen und eine Nachricht vom Drogenkartell vor.
Das ICE zeichnet in der Zwischenzeit ein Überwachungsvideo auf, in dem ein Mitglied des Drogenkartells die Ermordung der beiden Officers anordnet. Die Gang, die das Drive-by-Shooting am Anfang durchgeführt hat, plant die Ermordung der beiden Polizisten. Tre warnt Taylor und Zavala, es gebe Gerüchte, dass die beiden auf der Todesliste des Kartells stünden. Beide schenken dieser Warnung jedoch keine weitere Beachtung.
Kurz nach der Hochzeit wird Janet schwanger. In einer weiteren Nacht verfolgen die beiden Officers einen rücksichtslosen Fahrer in ein Hochhaus. Dort erwartet sie ein Hinterhalt der schwer bewaffneten Latino-Gang (Sureños). Taylor wird in die Hand geschossen und sein Funkgerät wird zerstört. Beide suchen Zuflucht in einem Appartement. Taylor sieht keine andere Möglichkeit, als sich den Fluchtweg freizuschießen. Beide kämpfen sich ihren Weg in eine angrenzende Gasse frei, werden dort aber aus einem Pick-up heraus beschossen. Taylor wird dabei scheinbar tödlich in die Brust getroffen. In dem Moment, als Zavala seinem Partner verzweifelt Beistand leistet, kommen die Gangmitglieder und erschießen Zavala von hinten. Schlussendlich erreicht die angeforderte Verstärkung den Tatort und tötet die Angreifer, da diese sich nicht ergeben wollen.
Bei der späteren Beisetzung wird offensichtlich, dass Taylor überlebt hat, weil Zavala ihn mit seinem Körper vor den Salven der Gangster beschützt hat. Taylor fällt es schwer, eine Trauerrede zu halten, denn zu schmerzlich ist der Verlust seines Partners. So sagt er nur die Worte: „Er war mein Bruder.“
Abschließend wird eine Szene gezeigt, die am Tag der Ermordung Zavalas aufgenommen wurde. Zavala erzählt, wie er Gabbys Eltern unfreiwillig beim Sex zuhören musste, während er unter ihrem Bett lag. Die beiden Polizisten lachen herzlich und erhalten einen Funkspruch und machen sich auf, um „Verbrecher zu fangen“.

## Produktion
David Ayer schrieb das Drehbuch zu End of Watch Ende 2010 innerhalb von sechs Tagen. Gyllenhaal und Peña bereiteten sich fünf Monate lang als Beifahrer in Polizeiwagen, mit Schusswaffentraining und Kampfsport auf die Dreharbeiten vor. Der Film wurde im Sommer 2011 an 22 Tagen in South Central Los Angeles gedreht. Er wurde teilweise im Found-Footage-Stil aufgenommen. Die Produktionskosten des Films beliefen sich auf sieben Millionen US-Dollar.

## Rezeption

### Kritik
Der Film wurde von der Kritik überwiegend positiv aufgenommen. Gelobt wurde insbesondere die schauspielerische Leistung der beiden Hauptdarsteller Jake Gyllenhaal und Michael Peña. Der Film erhielt beim 8. Zurich Film Festival eine besondere Erwähnung für sein Darstellerensemble. Er hat am Wettbewerb um den „The Best Film Award“ beim 56. BFI London Film Festival teilgenommen. End of Watch war in zwei Kategorien für den „Independent Spirit Award“ 2013 nominiert: Michael Peña als bester Nebendarsteller und Roman Vasyanov für die beste Kameraführung. Das National Board of Review zählt End of Watch zu den zehn besten Independentfilmen des Jahres 2012. Jake Gyllenhaal wurde für seine Darstellung des Officer Taylor für einen Critics’ Choice Award als bester Schauspieler in einem Actionfilm nominiert.

### Einspielergebnisse
End of Watch spielte an seinem Startwochenende in den USA 13,2 Mio. US-Dollar ein und belegte Platz 1 der amerikanischen Kinocharts. Das gesamte Einspielergebnis in den USA belief sich auf 41,0 Mio. US-Dollar.
In Deutschland erreichte der Film an seinem Eröffnungswochenende 52.675 Zuschauer und ein Einspielergebnis von 416.221 Euro. End of Watch belegte damit Platz 9 der deutschen Kinocharts. In Deutschland sahen insgesamt 190.491 Zuschauer den Film im Kino.